# Шавыкин, Георгий Иванович
Георгий Иванович Шавыкин (1913, Райвола, Выборгская губерния — 1987) — советский спортсмен, игрок в футбол, хоккей с шайбой, хоккей с мячом, защитник.

## Биография
Родился в 1913 году в Райвола, через год семья переехала в Сестрорецк.
Вместе с братом Василием работал на Сестрорецком инструментальном заводе имени Воскова.
В футболе играл за ленинградские команды 2 группы «Электросила» (1946) и «Судостроитель» (1948—1949).
В хоккее с шайбой выступал за «Дзержинец» (1947/48 — 1948/49) и «Динамо» (1949/50) в чемпионате СССР.
В 1953 году окончил высшую школу тренеров. Работал футбольным тренером в молодёжной команде Сестрорецкого завода.
Скончался в 1987 году, похоронен на Сестрорецком кладбище.